# Потрійна корона (WWE)
В реслінгу терміном Потрійна корона називають досягнення здобуття реслером трьох титулів у федерації: світового, другорядного і командного.
В World Wrestling Entertainment (WWE) терміном чемпіон Потрійної корони традиційно називали реслера, який виграв титул чемпіона WWE, Інтерконтинентального чемпіона і командного чемпіона світу. Протягом 18 років, з 1979 по 1997 роки, кожен реслер, який вигравав ці титули в WWF, вважався «чемпіоном Потрійної корони».
У 1997 був створений титул Європейського чемпіона WWF, який був менш престижним, тому не входив до Потрійної корони. Пізніше реслер, який став чемпіоном Потрійний корони і виграв титул Європейського чемпіона WWF, ставав Гранд Слем чемпіоном WWE.
Після поділу брендів в 2002 році, титули чемпіона світу у важкій вазі і командного чемпіона WWE стали альтернативними для здобуття Потрійної корони.

### Список чемпіонів Потрійної корони WWE
Нижче поданий список всіх чемпіонів Потрійної корони WWE.
| Пояснення      | Пояснення                                                                                |
| -------------- | ---------------------------------------------------------------------------------------- |
| Титул курсивом | Титул є альтернативним щодо звичайної версії Потрійної корони.                           |
| Дата курсивом  | Реслер виграв титул вже після здобуття Потрійної корони.                                 |
| Дата жирним    | Дата, коли реслер став чемпіоном Потрійної корони.                                       |
| Ім'я жирним    | Реслери, які є Гранд Слем чемпіонами WWE.                                                |
| ——             | Реслер не міг здобути цей титул (титилу не існувало; реслер завершив кар'єру, чи помер). |
| Кольори        |                                                                                          |
|                | Виграв титул, перебуваючи на бренді Raw.                                                 |
|                | Виграв титул, перебуваючи на бренді ECW.                                                 |
|                | Виграв титул, перебуваючи на бренді SmackDown.                                           |
|                | Виграв всі можливі титули Потрійної корони.                                              |
|                | Виграв титул до, чи після поділу на бренди.                                              |

| Чемпіон                    | Головні титули        | Головні титули              | Командні титули                                      | Командні титули                          | Другорядний титул            |
| Чемпіон                    | Чемпіон WWE           | Чемпіон світу у важкій вазі | Командний чемпіон світу                              | Командний чемпіон Raw                    | Інтерконтинентальний чемпіон |
| -------------------------- | --------------------- | --------------------------- | ---------------------------------------------------- | ---------------------------------------- | ---------------------------- |
| Педро Моралес              | 8 лютого, 1971        | —— (завершив кар'єру)       | 9 серпня, 1980 (з Бобом Бекландом)                   | —— (завершив кар'єру)                    | 8 грудня, 1980               |
| Брет Гарт                  | 12 жовтня, 1992       | —— (завершив кар'єру)       | 26 січня, 1987 (з Джимом Нейдгартом)                 | —— (завершив кар'єру)                    | 26 серпня, 1991              |
| Дизель                     | 26 листопада, 1994    | —— (завершив кар'єру)       | 28 серпня, 1994 (з Шоном Майклзом)                   | —— (завершив кар'єру)                    | 13 квітня, 1994              |
| Шон Майклз                 | 31 березня, 1996      | 17 листопада, 2002          | 28 серпня, 1994 (з Дизелем)                          | 13 грудня, 2009 (з Тріпл Ейчем)          | 27 жовтня, 1992              |
| «Льодова брила» Стів Остін | 29 березня, 1998      | —— (завершив кар'єру)       | 26, травня, 1997 (з Шоном Майклзом)                  | —— (завершив кар'єру)                    | 3 серпня, 1997               |
| Скеля                      | 15 листопада, 1998    | —— (титулу не існувало)     | 30 серпня, 1999 (з Менкайндом)                       |                                          | 13 лютого, 1997              |
| Тріпл Ейч                  | 23 серпня, 1999       | 2 вересня, 2002             | 29 квітня, 2001 (з «Льодовою брилою» Стівом Остіном) | 13 грудня, 2009 (з Шоном Майклзом)       | 21 жовтня, 1996              |
| Кейн                       | 28 червня, 1998       | 18 липня, 2010              | 13 липня, 1998 (з Менкайндом)                        | 19 квітня, 2011 (з Біг Шоу)              | 20 травня, 2001              |
| Кріс Джеріко               | 9 грудня, 2001        | 7 вересня, 2008             | 21 травня, 2001 (з Крісом Бенуа)                     | 28 червня, 2009 (з Еджем)                | 12 грудня, 1999              |
| Курт Енгл                  | 22 жовтня, 2000       | 10 січня, 2006              | —— (титулу не існувало)                              | 20 жовтня, 2002 (з Крісом Бенуа)         | 27 лютого, 2000              |
| Едді Герреро               | 15 лютого, 2004       | —— (помер)                  | —— (помер)                                           | 17 листопада, 2002 (з Чаво Герреро)      | 5 вересня, 2000              |
| Кріс Бенуа                 | —— (помер)            | 14 березня, 2004            | 21 травня, 2001 (з Крісом Джеріко)                   | 20 жовтня, 2002 (з Куртом Енглом)        | 2 квітня, 2000               |
| Рік Флер                   | 19 січня, 1992        | —— (завершив кар'єру)       | 14 грудня, 2003 (з Батистою)                         | —— (завершив кар'єру)                    | 18 вересня, 2005             |
| Едж                        | 8 січня, 2006         | 8 травня, 2007              | 2 квітня, 2000 (з Крістіаном)                        | 5 листопада, 2002 (з Реєм Містеріо)      | 24 липня, 1999               |
| Роб Ван Дам                | 11 червня, 2006       | —— (титулу не існувало)     | 31 березня, 2003 (з Кейном)                          | 7 грудня, 2004 (з Реєм Містеріо)         | 17 березня, 2002             |
| Букер Ті                   |                       | 23 липня, 2006              | 1 листопада, 2001 (з Тестом)                         |                                          | 7 липня, 2003                |
| Ренді Ортон                | 7 жовтня, 2007        | 15 серпня, 2004             | 13 листопада, 2006 (з Еджем)                         |                                          | 14 грудня, 2003              |
| Джефф Харді                | 14 грудня, 2008       | 7 червня, 2009              | 29 червня, 1999 (з Меттом Харді)                     | —— (не в WWE)                            | 10 квітня, 2001              |
| СМ Панк                    | 17 липня , 2011       | 30 червня, 2008             | 27 жовтня, 2008 (з Кофі Кінгстоном)                  | —— (завершив кар'єру)                    | 19 січня, 2009               |
| Джон «Бредшоу» Лейфілд     | 27 червня, 2004       | —— (завершив кар'єру)       | 25 травня, 1999 (з Фаруком)                          | —— (завершив кар'єру)                    | 9 березня, 2009              |
| Рей Містеріо               | 25 липня, 2011        | 2 квітня, 2006              | —— (титулу не існувало)                              | 5 листопада, 2002 (з Еджем)              | 5 квітня, 2009               |
| Дольф Зіглер               |                       | 15 лютого, 2011             | 3 квітня, 2006 (зі «Spirit Squad»)                   |                                          | 28 липня, 2010               |
| Крістіан                   | —— (завершив кар'єру) | 1 травня, 2011              | 2 квітня, 2000 (з Еджем)                             | —— (завершив кар'єру)                    | 23 вересня, 2001             |
| Біг Шоу                    | 14 листопада, 1999    | 18 грудня , 2011            | 22 серпня, 1999 (з Андертейкером)                    | 26 липня, 2009 (з Крісом Джеріко)        | 1 квітня, 2012               |
| Майк Мізанін               | 22 листопада, 2010    | —— (титулу не існувало)     | 13 грудня, 2008 (з Джоном Моррісоном)                | 16 листопада, 2007 (з Джоном Моррісоном) | 23 липня, 2012               |
| Денієл Браян               | 18 серпня, 2013       | 18 грудня, 2011             | —— (завершив кар'єру)                                | 16 вересня, 2012 (з Кейном)              | 29 березня, 2015             |